# ديريك دبليو روبنسون
ديريك دبليو روبنسون (بالألمانية: Derek W. Robinson) (و. 1935 – م) هو رياضياتي، وفيزيائي من المملكة المتحدة .